# Eduardo Alonso y Alonso
Eduardo Alonso y Alonso fou jutge i president de l'Audiència Territorial de Barcelona durant els 1930s.
El 28 d'octubre de 1935 va ser nomenat provisionalment Governador General fins al 27 de novembre de 1935. Durant el seu mandat va mantenir els consellers de l'antic govern de Pich i Pon.